# Herder-Gymnasium Nordhausen
Das Herder-Gymnasium Nordhausen ist ein staatliches Gymnasium in der thüringischen Stadt Nordhausen. Schulträger ist der Landkreis Nordhausen.

## Beschreibung
Im Schuljahr 2017/18 wurden 866 Schülerinnen und Schüler von 63 Lehrkräften unterrichtet. Die Schule nimmt am Comenius-Projekt teil. Ein im Jahr 1992 gegründeter Förderverein unterstützt das Gymnasium ideell, finanziell und durch die Aktivierung von Sponsoren. Eine Besonderheit im Angebot der Schule stellt das Planetarium dar.
Namensgeber der Schule ist der Dichter, Übersetzer, Theologe und Geschichts- und Kultur-Philosoph der Weimarer Klassik, Johann Gottfried von Herder (1744–1803).

## Schüleraustausch
- Elde College Schijndel (Niederlande)
- Anglo-European School in Ingatestone (England)

## Arbeitsgemeinschaften
Über die an vielen Gymnasien üblichen Arbeitsgemeinschaften im Bereich Sprachen, Naturwissenschaften, Sport und Musik hinaus gibt es am Herder-Gymnasium:
- das Geschichtsprojekt „Dora“
- den „Erfinderclub“
- die „Neander Puppenbühne“
- die Gruppe „Junge Sanitäter“

Die Projektgruppe Stolpersteine in Nordhausen engagiert sich für neue Stolpersteine und entwickelte eine App mit Informationen zu den bisher in Nordhausen verlegten Steinen.

## Geschichte

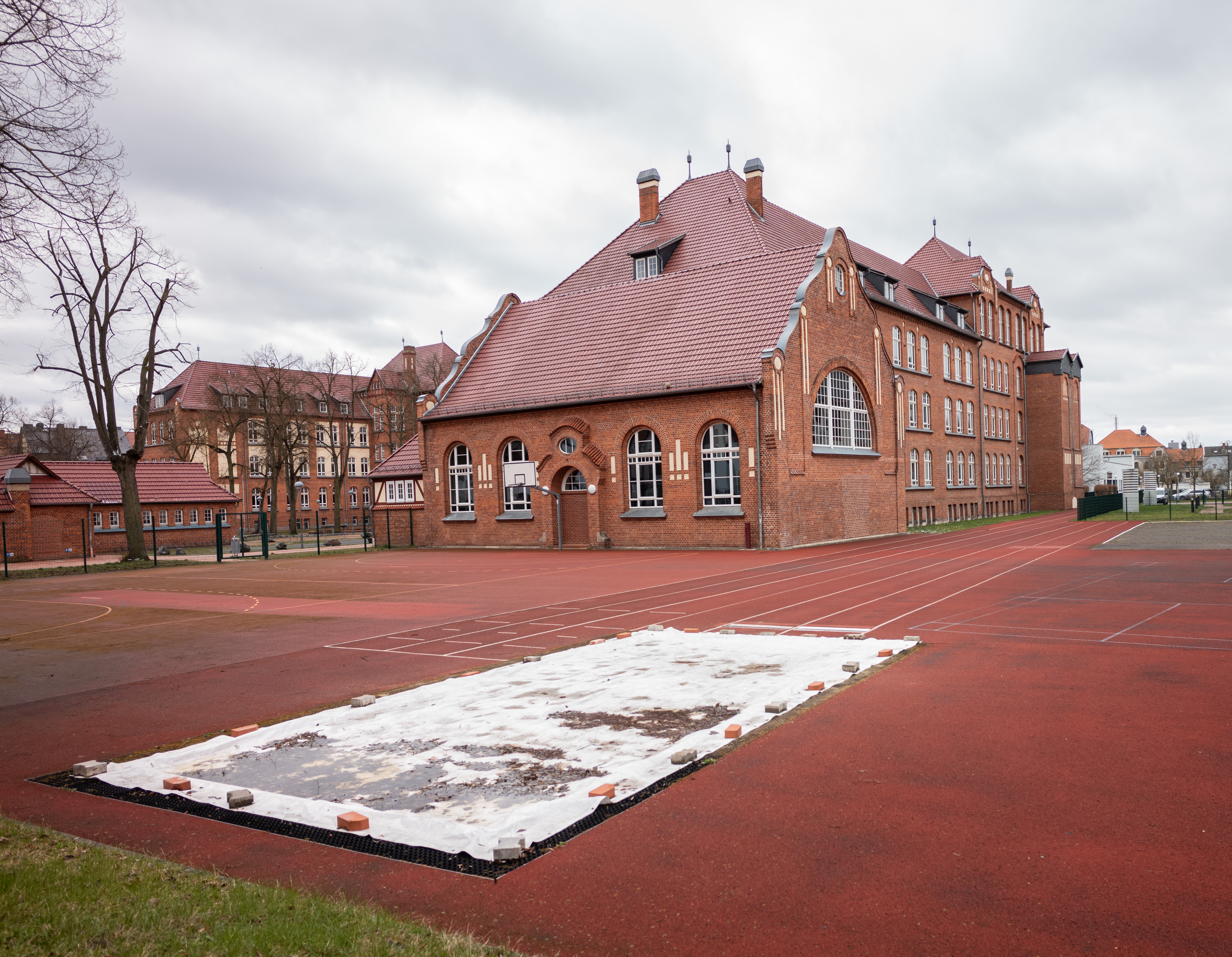
Turnhalle und Sportfläche

Der Nordflügel des Wiedigsburg-Gebäudes wurde 1903 als Mädchenvolksschule II erbaut und 1910 der Südflügel als Knabenvolksschule II. Ab 1945 war in dem Komplex die Kaufmännische Berufsschule, Förderschule und „POS Ernst Thälmann“ untergebracht. Das Staatliche Herder-Gymnasium erhielt ab 1991 sein Domizil in dem Gebäude. In den Jahren 1998 bis 2000 erfolgte eine bauliche Rekonstruktion.